# グロリアスノア
グロリアスノアは、日本の競走馬、種牡馬。主な勝ち鞍は2010年の根岸ステークス、武蔵野ステークス。馬名の由来は名誉となる+人名。

## 経歴

### 2歳
2008年11月30日の2歳新馬戦（東京ダート1600m）でデビューし、2着以下に2馬身差をつけて1着。初戦を勝利で飾る。鞍上の小林慎一郎とは16戦中12戦で手綱を取ることになる。

### 3歳
4か月の休養明けとなった2戦目、若葉ステークスは最下位に敗れるが、ダートに戻った3歳500万下を3馬身半離して勝利し、2勝目を挙げる。次走は重賞のユニコーンステークスに挑戦、2番人気で出走し人気通り2着に入る。小林にとっては初の重賞での連対となった。続く初のJpnI出走となったジャパンダートダービーは2番手から早めに前に並びかけるも4着となる。次走は新設されたレパードステークスを田中勝春に背に出走するが9着と惨敗。小林に戻ったエニフステークスでは初めての古馬とのレースとなったが中団から伸びてきて2馬身差で1着となる。

### 4歳
4か月ぶりの実戦となった根岸ステークスは好メンバーの中11番人気と低評価となったが、先に抜け出したサマーウインドを差し切り1馬身1/4差をつけ勝利。人馬ともに初重賞制覇となった。続く、フェブラリーステークスは勝ち馬から2.1秒差をつけられるも5着と善戦。その後はドバイに遠征しゴドルフィンマイルに挑戦。人馬ともに初の海外挑戦となったが4着と健闘する。帰国後は若葉ステークス以来の芝のレースとなった安田記念に出走するが16着、プロキオンステークスは9着に敗れる。4か月の休養明けとなった武蔵野ステークスは戸崎圭太に乗り替わる。6番人気での出走となったが、内から伸びるとダノンカモン、ブラボーデイジーを差し切り1着、重賞2勝目を飾る。戸崎にとっては初のJRA重賞制覇となった。小林に鞍上が戻ったジャパンカップダートは前走勝っていながら8番人気に甘んじるが、逃げ切ったトランセンドにクビ差まで迫る2着と好走する。その後、矢作芳人厩舎から小西一男厩舎に転厩。

### 5歳以降
転厩初戦に向けて調整されていたが屈腱炎を発症し長期休養に入る。2年8か月の休養を要し、復帰戦は7歳となったプロキオンステークス。主戦の小林は引退しており鮫島良太が騎乗するが最下位で入線する。その後故障が見つかり、2年半の休養をすることになる。復帰戦となったポルックスステークスは10歳での出走となったが60kgの斤量が堪えたのかブービーに終わる。その後三度故障を発生し2016年1月に引退。辻牧場で種牡馬となった。

### 種牡馬時代
平時は辻牧場で過ごし、種付け時にはイーストスタッドに運ばれている。種牡馬入りからの3世代で4頭の産駒が全て地方競馬でデビューし、新馬勝ちの3頭を含め4頭全てが勝ち上がった。

## 競走成績
以下の内容は、JBISサーチおよびnetkeiba.comに基づく。
| 競走日     | 競馬場   | 競走名             | 格       | 距離 （馬場） | 頭 数 | 枠 番 | 馬 番 | オッズ （人気） | 着順 | タイム （上り3F） | 着差 | 騎手        | 斤量 [kg] | 1着馬（2着馬）         | 馬体重 [kg] | 備考       |
| ---------- | -------- | ------------------ | -------- | ------------- | ----- | ----- | ----- | --------------- | ---- | ----------------- | ---- | ----------- | --------- | ---------------------- | ----------- | ---------- |
| 2008.11.30 | 東京     | 2歳新馬            |          | ダ1600m（稍） | 16    | 1     | 2     | 005.80（3人）   | 01着 | R1:40.6（37.3）   | -0.3 | 0小林慎一郎 | 55        | （シルクアンシエル）   | 510         |            |
| 2009.03.21 | 阪神     | 若葉S              | OP       | 芝2000m（良） | 16    | 2     | 4     | 027.9（11人）   | 16着 | R2:06.2（37.3）   | -4.1 | 0小林慎一郎 | 56        | ベストメンバー         | 504         |            |
| 0000.05.03 | 東京     | 3歳500万下         |          | ダ1600m（良） | 16    | 4     | 7     | 005.00（2人）   | 01着 | R1:37.4（37.0）   | -0.6 | 0小林慎一郎 | 56        | （ティアップザスター） | 504         |            |
| 0000.06.06 | 東京     | ユニコーンS        | GIII     | ダ1600m（不） | 16    | 5     | 9     | 004.60（2人）   | 02着 | R1:35.8（36.1）   | -0.3 | 0小林慎一郎 | 56        | シルクメビウス         | 506         |            |
| 0000.07.08 | 大井     | ジャパンDダービー  | JpnI     | ダ2000m（稍） | 13    | 5     | 6     | 018.00（6人）   | 04着 | R2:05.8（38.6）   | -1.3 | 0小林慎一郎 | 56        | テスタマッタ           | 525         |            |
| 0000.08.23 | 新潟     | レパードS          | 新設重賞 | ダ1800m（良） | 14    | 6     | 9     | 015.00（5人）   | 09着 | R1:53.6（40.7）   | -4.1 | 0田中勝春   | 56        | トランセンド           | 518         | [ 注釈 1 ] |
| 0000.09.21 | 阪神     | エニフS            | OP       | ダ1400m（良） | 16    | 8     | 16    | 004.90（3人）   | 01着 | R1:23.9（36.6）   | -0.3 | 0小林慎一郎 | 53        | （マイプリティワン）   | 524         |            |
| 2010.01.31 | 東京     | 根岸S              | GIII     | ダ1400m（良） | 16    | 4     | 8     | 045.9（11人）   | 01着 | R1:23.7（35.5）   | -0.2 | 0小林慎一郎 | 55        | （サマーウインド）     | 516         |            |
| 0000.02.21 | 東京     | フェブラリーS      | GI       | ダ1600m（良） | 15    | 6     | 12    | 015.10（6人）   | 05着 | R1:37.0（37.0）   | -2.1 | 0小林慎一郎 | 57        | エスポワールシチー     | 518         |            |
| 0000.03.27 | メイダン | ゴドルフィンマイル | G2       | ダ1600m（良） | 14    |       | 5     |                 | 04着 |                   |      | 0小林慎一郎 | 57        | Calming Influence      | 計不        |            |
| 0000.06.06 | 東京     | 安田記念           | GI       | 芝1600m（良） | 18    | 4     | 7     | 079.9（17人）   | 16着 | R1:33.1（35.7）   | -1.4 | 0小林慎一郎 | 58        | ショウワモダン         | 512         |            |
| 0000.07.11 | 阪神     | プロキオンS        | GIII     | ダ1400m（稍） | 16    | 6     | 12    | 007.20（3人）   | 09着 | R1:23.4（36.2）   | -1.6 | 0小林慎一郎 | 57        | ケイアイガーベラ       | 522         |            |
| 0000.11.14 | 東京     | 武蔵野S            | GIII     | ダ1600m（良） | 16    | 2     | 4     | 014.80（6人）   | 01着 | R1:36.6（35.4）   | -0.1 | 0戸崎圭太   | 57        | （ダノンカモン）       | 516         |            |
| 0000.12.05 | 阪神     | ジャパンCダート    | GI       | ダ1800m（稍） | 16    | 7     | 14    | 024.20（8人）   | 02着 | R1:48.9（36.1）   | -0.0 | 0小林慎一郎 | 57        | トランセンド           | 526         |            |
| 2013.07.07 | 中京     | プロキオンS        | GIII     | ダ1400m（良） | 16    | 2     | 3     | 069.5（14人）   | 16着 | R1:23.4（35.9）   | -1.5 | 0鮫島良太   | 56        | アドマイヤロイヤル     | 520         |            |
| 2016.01.09 | 中山     | ポルックスS        | OP       | ダ1800m（良） | 16    | 8     | 16    | 100.5（15人）   | 15着 | R1:54.8（39.3）   | -2.3 | 0横山和生   | 60        | サンマルデューク       | 510         |            |

## 血統表
| グロリアスノアの血統                         | グロリアスノアの血統                             | グロリアスノアの血統                    | （血統表の出典）                        | （血統表の出典） |
| 父 *プリサイスエンド Precise End 1997 黒鹿毛 | 父の父*エンドスウィープ End Sweep 1991 鹿毛      | *フォーティナイナー                     | Mr.Prospector                           | Mr.Prospector    |
| 父 *プリサイスエンド Precise End 1997 黒鹿毛 | 父の父*エンドスウィープ End Sweep 1991 鹿毛      | *フォーティナイナー                     | File                                    |                  |
| 父 *プリサイスエンド Precise End 1997 黒鹿毛 | 父の父*エンドスウィープ End Sweep 1991 鹿毛      | Broom Dance                             | Dance Spell                             | Dance Spell      |
| 父 *プリサイスエンド Precise End 1997 黒鹿毛 | 父の父*エンドスウィープ End Sweep 1991 鹿毛      | Broom Dance                             | Witching Hour                           |                  |
| 父 *プリサイスエンド Precise End 1997 黒鹿毛 | 父の母Precisely 1987 栗毛                        | Summing                                 | Verbatim                                | Verbatim         |
| 父 *プリサイスエンド Precise End 1997 黒鹿毛 | 父の母Precisely 1987 栗毛                        | Summing                                 | Sumatra                                 |                  |
| 父 *プリサイスエンド Precise End 1997 黒鹿毛 | 父の母Precisely 1987 栗毛                        | Crisp'n Clear                           | Cold Reception                          | Cold Reception   |
| 父 *プリサイスエンド Precise End 1997 黒鹿毛 | 父の母Precisely 1987 栗毛                        | Crisp'n Clear                           | Ring O'Bells                            |                  |
| 母 ラヴロバリー 1996 黒鹿毛                  | 母の父*ジェイドロバリー Jade Robbery 1987 黒鹿毛 | Mr.Prospector                           | Raise a Native                          | Raise a Native   |
| 母 ラヴロバリー 1996 黒鹿毛                  | 母の父*ジェイドロバリー Jade Robbery 1987 黒鹿毛 | Mr.Prospector                           | Gold Digger                             |                  |
| 母 ラヴロバリー 1996 黒鹿毛                  | 母の父*ジェイドロバリー Jade Robbery 1987 黒鹿毛 | Number                                  | Nijinsky II                             | Nijinsky II      |
| 母 ラヴロバリー 1996 黒鹿毛                  | 母の父*ジェイドロバリー Jade Robbery 1987 黒鹿毛 | Number                                  | Special                                 |                  |
| 母 ラヴロバリー 1996 黒鹿毛                  | 母の母*クリスタルレイル Crystal Rail 1980 鹿毛   | Great Above                             | Minnesota Mac                           | Minnesota Mac    |
| 母 ラヴロバリー 1996 黒鹿毛                  | 母の母*クリスタルレイル Crystal Rail 1980 鹿毛   | Great Above                             | Ta Wee                                  |                  |
| 母 ラヴロバリー 1996 黒鹿毛                  | 母の母*クリスタルレイル Crystal Rail 1980 鹿毛   | T. V. Actress                           | T.V. Lark                               | T.V. Lark        |
| 母 ラヴロバリー 1996 黒鹿毛                  | 母の母*クリスタルレイル Crystal Rail 1980 鹿毛   | T. V. Actress                           | Petite Patootie                         |                  |
| 母系(F-No.)                                  | クリスタルレイル(USA)系(FN:1-j)                  | クリスタルレイル(USA)系(FN:1-j)         | クリスタルレイル(USA)系(FN:1-j)         |                  |
| 5代内の近親交配                              | Mr. Prospector 4×3、Northern Dancer 5×5          | Mr. Prospector 4×3、Northern Dancer 5×5 | Mr. Prospector 4×3、Northern Dancer 5×5 |                  |

- 主な近親にミッシングリンク（TCK女王盃）